# Krates von Athen
Krates von Athen (griechisch Κράτης Krátēs; † zwischen 268 und 264 v. Chr. in Athen) war ein antiker griechischer Philosoph. Seine Heimatgemeinde war Thria in Athen, daher wird er auch Krates von Thria genannt. Er gehörte der Platonischen Akademie an und amtierte in seinen letzten Lebensjahren als deren Leiter (Scholarch).

## Leben und Werke
Über Krates’ Herkunftsfamilie ist außer dem Namen seines Vaters Antigenes nichts bekannt. Mit seinem Lehrer, dem Scholarchen Polemon, der ihn für die Philosophie gewonnen hatte, war er eng befreundet. Die beiden Philosophen wohnten auf dem Gelände der Akademie zusammen. Politisch trat Krates im Jahr 287 hervor, als er die Aufgabe übernahm, als Gesandter Athens den König Demetrios Poliorketes aufzusuchen, der die Stadt belagerte, da sie von ihm abgefallen war. Es gelang dem Philosophen, Demetrios zur Aufhebung der Belagerung zu bewegen. Nach Polemons Tod übernahm er 270 oder 269 die Leitung der Akademie. Dieses Amt übte er bis zu seinem Tod aus. Er starb in der 128. Olympiade (Zeitraum zwischen 268 und 264).
Krates verfasste neben philosophischen Schriften Werke über die Komödie und politische Reden. Nichts davon ist erhalten. In der Lehre soll er ein getreuer Bewahrer der Tradition gewesen sein, die seit Xenokrates und Polemon in der Akademie vorherrschte.

## Rezeption
Zu Krates’ Schülern gehörten Arkesilaos, der später als Scholarch der Akademie eine neue Ausrichtung gab, und Bion von Borysthenes. Arkesilaos erzählte, Polemon und Krates seien ihm wie Götter oder Überbleibsel aus dem Goldenen Zeitalter erschienen. Diese Bemerkung war auch als vorsichtige Kritik an der Zurückgezogenheit der beiden konservativen Philosophen und ihrem Verzicht auf Kontakt mit der Öffentlichkeit gemeint.